# ربية غبية
رُبْيَة غَبِيَّة حشرة خاضلة دامنة من فصيلة الجعليات. موطنها الشرق الأوسط. تألف المزارع والبساتين والكروم والزواتين. خنافسها تعيش على أوراق النبات.